# Hellmut Eschner
Max Hellmut Eschner (* 28. November 1907 in Arnstadt; † 17. Februar 1987 in Wertheim) war ein deutscher SS-Unterscharführer und Rapportführer im KZ Groß-Rosen.

## Leben
Eschner besuchte die Volksschule in Arnstadt. Er erlernte den Beruf des Kaufmanns. Nach zeitweiliger Arbeitslosigkeit wurde er im Jahre 1935 Behördenangestellter, zuletzt als Angestellter des Gesundheitsamtes Arnstadt. Im November 1933 wurde er Mitglied der allgemeinen SS. Am 31. Mai 1937 beantragte er die Aufnahme in die NSDAP und wurde rückwirkend zum 1. Mai desselben Jahres aufgenommen (Mitgliedsnummer 5.103.868). Im Oktober 1940 wurde er zur Waffen-SS eingezogen und in der Ersatzkompanie „Norwegen“ militärisch ausgebildet. Im März 1941 wurde er zu einem SS-Totenkopfverband überstellt und zum Bewachungspersonal des KZ Groß-Rosen in Niederschlesien. Zuerst war er als Wachmann tätig, wechselte aber in die Schreibstube und war anschließend Vertreter des Rapportführers. Im Mai 1942 wurde er Rapportführer. Nach Räumung des Lagers im Februar 1945 war er kurze Zeit einem Kampfverband der Wehrmacht zugeteilt.
Bei Kriegsende schlug sich Eschner nach Arnstadt durch, wurde aber von den US-amerikanischen Truppen festgenommen und später den britischen Militärbehörden als Kriegsverbrecher überstellt. Am 22. Oktober 1948 verurteilte ein britisches Militärgericht in Hamburg Eschner wegen Mitwirkung bei der Erschießung von zehn kriegsgefangenen britischen Offizieren in der Zeit vom 1. Juli bis 31. August 1944 im Lager Groß-Rosen zum Tode. Das Urteil wurde nicht bestätigt. Am 2. Mai 1949 wurde er vom Spruchgericht Hamburg-Bergedorf wegen Zugehörigkeit zu der verbrecherischen Organisation der SS zu einer Gefängnisstrafe von vier Jahren verurteilt. Eschner wurde am 22. Mai 1949 aus der Haft entlassen. Er war in Kreuzwertheim bei Würzburg als Sohlenstanzer in einer Schuhfabrik tätig. Am 22. Oktober 1952 wurde er erneut festgenommen. Am 31. Dezember 1953 wurde er vom Landgericht Würzburg wegen Verbrechen im KZ Groß-Rosen zu 12 Jahren Haft verurteilt. Am 2. Juli 1954 trat er seine Haftstrafe in der Justizvollzugsanstalt Kaisheim an. Am 31. März 1961 wurde er auf Bewährung aus der Haft entlassen.